# Zvenigorod
Zvenigorod (în rusă Звени́город) este un oraș situat în partea central-vestică a Federației Ruse în Regiunea Moscova, la vest de Moscova, pe râul Moscova. La recensământul din 2010 avea o populație de 16.395 locuitori.

## Localități înfrățite
- Tropea, Provincia Vibo Valentia din februarie 2012